# اس‌اس گلکا
اس‌اس گلکا (به انگلیسی: SS Galeka) یک زیردریایی است که طول آن ۴۴۰ فوت (۱۳۰ متر) می‌باشد. این زیردریایی در سال ۱۸۹۹ ساخته شد.